# Liste von Kraftwerken in der Republika Srpska
Die Kraftwerke in der Republika Srpska werden sowohl auf der Karte als auch in den Tabellen dargestellt.

## Installierte Leistung
Im Jahr 2018 betrug die installierte Leistung in der Republika Srpska 1.417 MW, wovon sich weitere 350 MW in Bau befinden. Hiervon entfielen 900 MW auf kalorischen Kraftwerken und 617 MW auf Wasserkraftwerke.
| Bezeichnung | Inst. Leistung (MW) | Brennstoff | Lage                         | Status     |
| ----------- | ------------------- | ---------- | ---------------------------- | ---------- |
| Gacko I     | 300                 | Lignit     | 43° 10′ 22″ N, 18° 30′ 46″ O | in Betrieb |
| Gacko II    | 350                 | Lignit     | 43° 10′ 26″ N, 18° 30′ 37″ O | in Bau     |
| Stanari     | 300                 | Lignit     | 44° 45′ 13″ N, 17° 47′ 29″ O | in Betrieb |
| Ugljevik    | 300                 | Braunkohle | 44° 40′ 55″ N, 18° 58′ 2″ O  | in Betrieb |

| Bezeichnung | Inst. Leistung (MW) | Fluss       | Lage                         | Status     |
| ----------- | ------------------- | ----------- | ---------------------------- | ---------- |
| Bočac       | 110                 | Vrbas       | 44° 33′ 45″ N, 17° 8′ 6″ O   | in Betrieb |
| Trebinje I  | 176                 | Trebišnjica | 42° 44′ 1″ N, 18° 29′ 49″ O  | in Betrieb |
| Trebinje II | 16                  | Trebišnjica | 42° 42′ 24″ N, 18° 22′ 49″ O | in Betrieb |
| Višegrad    | 315                 | Drina       | 43° 45′ 37″ N, 19° 17′ 21″ O | in Betrieb |

- Karte mit allen Koordinaten:
- OSM |
- WikiMap